# P3 Star
P3 Star var en webbradiokanal som drevs av Sveriges Radio P3. P3 Star riktade sig mot ungdomar. Tidigare sändes även ett program vid namn P3 Star i huvudkanalen P3 på lördagar.

## Historia
Under hösten 2001 testade Sveriges Radio (SR) fem olika programkoncept i vardera en vecka, varav ungdomskanalen P3 Star var ett. Sändningarna gjordes på nätet och i digitalradion. Året därpå, 2002, påbörjade P3 Star sina reguljära sändningar.
Under perioden 2002–2010 hade P3 Star ett community på kanalens webbplats som var baserat på Netstar AB:s StarCommunity.
20 juni 2019 lades kanalen ned pga "förändrat lyssnarbeteende" enligt SR.